# Kościół Świętego Ducha w Kościanie
Kościół Świętego Ducha w Kościanie – rzymskokatolicki kościół filialny w Kościanie, w województwie wielkopolskim. Należy do dekanatu kościańskiego archidiecezji poznańskiej.

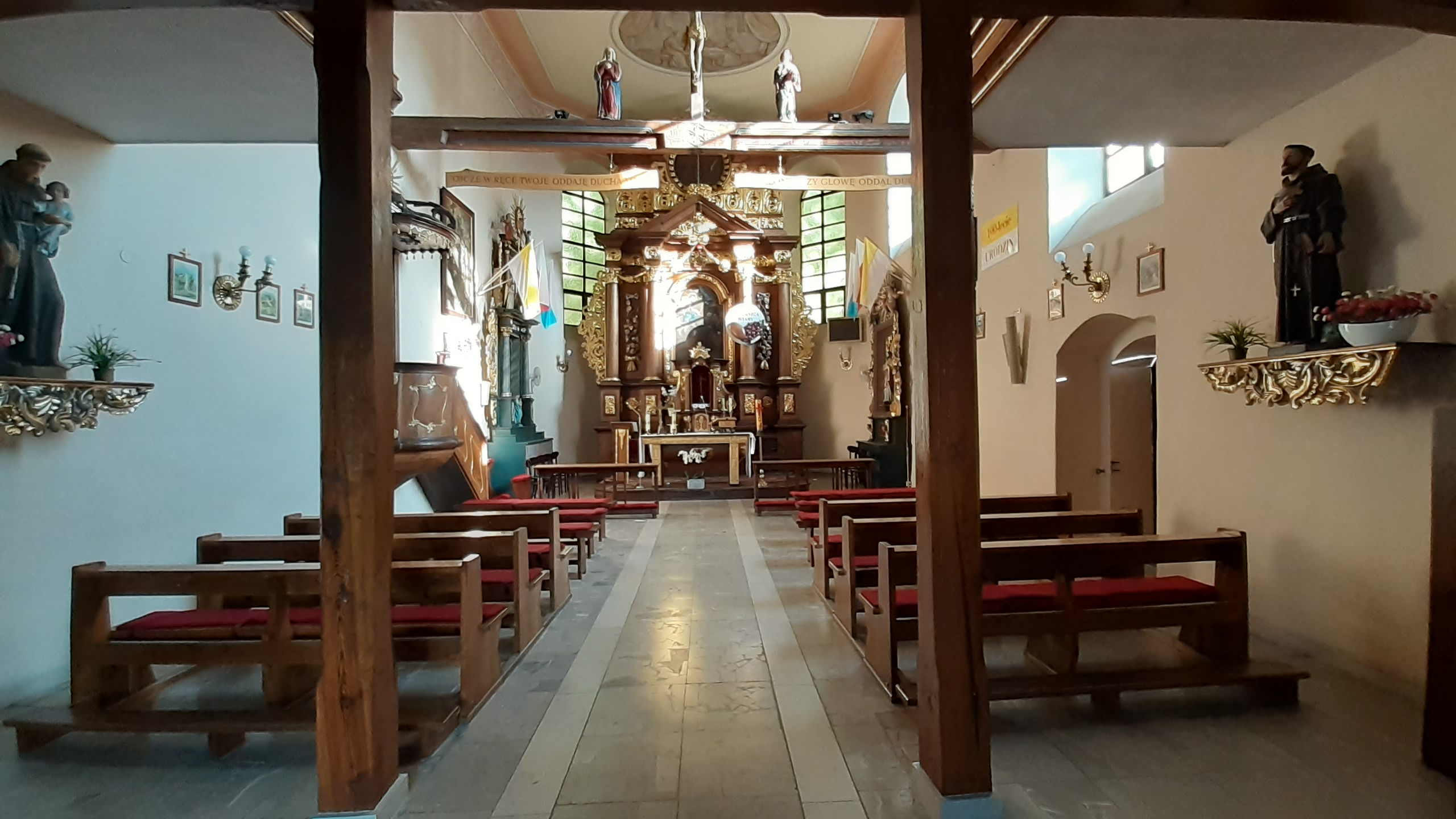
Wnętrze kościoła

Świątynia istniała prawdopodobnie już przed 1385 rokiem i mieściła się poza murami miejskimi – na Przedmieściu Poznańskim. Fundatorem i dobroczyńcą kościoła i wybudowanego obok niej przytułku były władze miejskie. Jest to budowla w stylu gotyckim, w obecnej formie wzniesiona w połowie XV stulecia, przebudowany w latach 1615-1620. Z tego czasu pochodzi szczyt w stylu renesansowym. Kościół uległ spaleniu podczas potopu szwedzkiego w 1655 roku, odbudowany następnie w 1698 roku. Podczas okupacji hitlerowskiej świątynia została zamknięta i splądrowana, wykorzystywana była jako magazyn wojskowy, w 1944 roku została ponownie otwarta, ale tylko dla żołnierzy Wehrmachtu.